# Swingen (partnerruil)

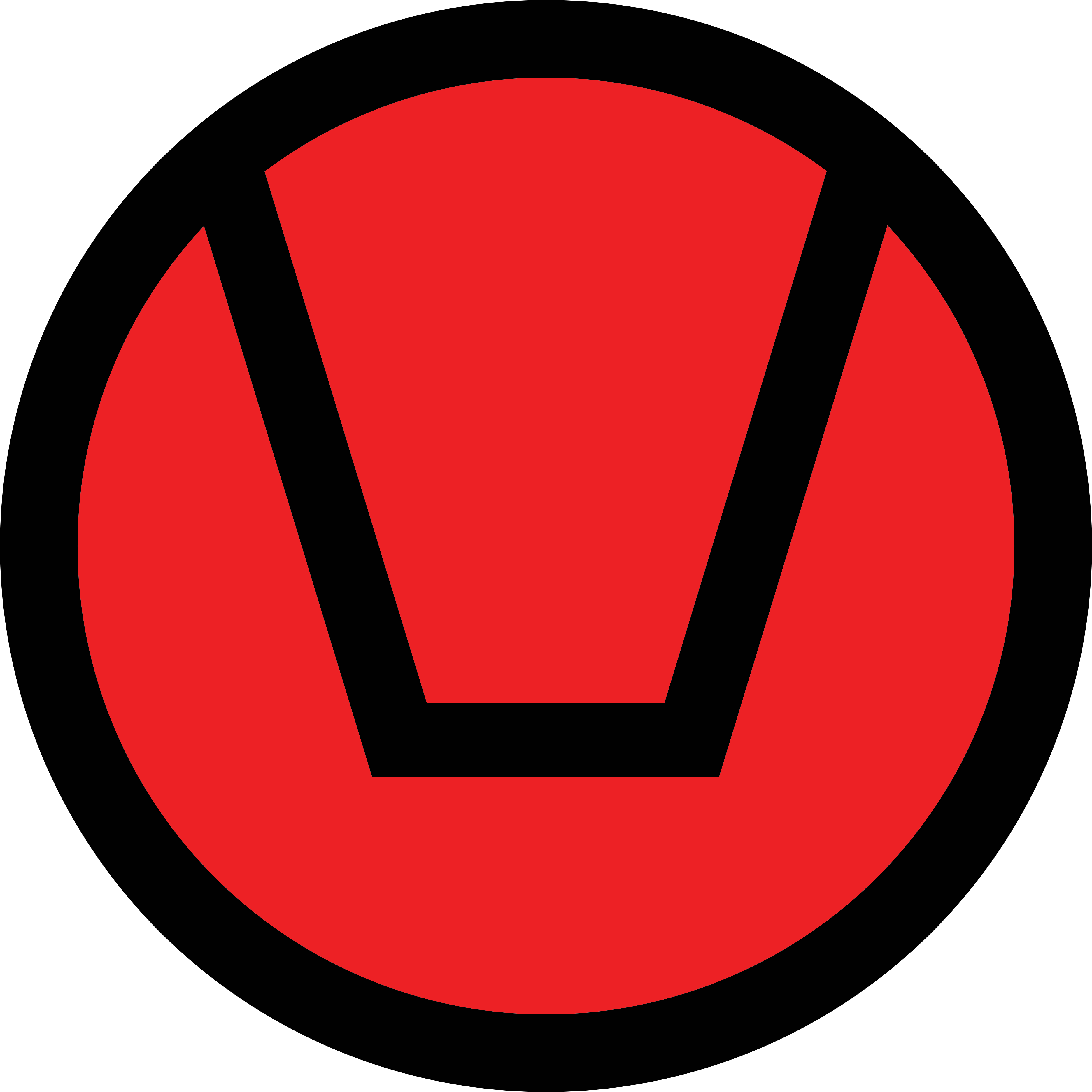
Het symbool van de swingersgemeenschap: een schommel (swing)

Swingen is een vorm van consensuele non-monogamie waarbij koppels (en soms singles) seksueel contact aangaan met anderen, vaak binnen een gecontroleerde omgeving zoals swingersclubs, privéfeestjes of via online platforms. Dit kan variëren van partnerruil tot groepsseks of andere vormen van seksuele interactie. Swingen draait meestal om plezier en fysieke intimiteit, zonder dat er sprake hoeft te zijn van een emotionele of romantische band tussen de deelnemers. Communicatie, wederzijdse instemming en duidelijke grenzen zijn belangrijke aspecten binnen de swingersgemeenschap.
Meestal betreft het man-vrouwstellen die andere man-vrouwstellen ontmoeten voor seks en/of blijvende intieme vriendschappen, veelal met partnerruil. Het swingen kent verschillende vormen. Zo zijn er stellen/koppels die uit zijn op een seksuele relatie onderling terwijl anderen het juist willen beperken tot flirten. Vaak ontmoeten swingers elkaar vooraf via datingsites voor swingers. Een echte ontmoeting kan thuis gebeuren of in zogenaamde parenclubs. Dit zijn uitgaansgelegenheden die gericht zijn op dit soort erotische ontmoetingen.

## Vormen
Swingen omvat een specifieke vorm van groepsseks, waarbij de groep gevormd wordt door echtparen. Er is een erotische component nodig om van swingen te kunnen spreken. Echtparen die elkaar ontmoeten tijdens een sociocultureel evenement swingen niet, omdat het erotisch element ontbreekt.
Een lichte vorm van swingen is die waarbij de partners van twee of meer koppels flirten met elkaar. Een andere zachte vorm van swingen is wat de Fransen "mélangisme" noemen, waarbij een echtpaar streelt en zoent met een ander echtpaar. "Same-room"-seks is ook een vorm van swingen. Twee of meer paren vrijen in dezelfde ruimte, maar elk met zijn eigen partner. Dit houdt een voyeuristisch en exhibitionistisch element in. In het Engels wordt de term "soft swap" gebruikt voor die vorm van partnerruil waarbij geen geslachtsgemeenschap plaatsvindt. De echtparen ruilen van partner om te kussen, strelen, of in een verdergaande vorm voor fellatio of cunnilingus.
Met de term "full swap" bedoelt men dan een volledige vorm van partnerruil met penetratie.
Gecombineerd met drugsgebruik wordt in de swingwereld gesproken van "wapdate", wat bij homoseksuelen de "chemdate" wordt genoemd. Hierbij wordt tijdens de gezamenlijke date door beide, c.q. meerdere stellen drugs (veelal xtc, ghb, ketamine, lachgas of poppers) gebruikt om hen te helpen om in een liefdesflow te komen, de seks langer vol te kunnen houden en/of zich minder geremd te voelen. Bij deze mensen en met name de GHB gebruikers, is het vaak zo dat ze uit zichzelf niet in de juiste flow/sfeer komen om de gezamenlijke seksualiteit te beleven.

## Film
- Swingers, een Nederlandse speelfilm uit 2002 van Stephan Brenninkmeijer, belicht de psychologische aspecten van het swingen.